# Massud Pezeixkian
Massud Pezeixkian (persa: مسعود پزشکیان; Mahabad, 29 de setembre de 1954) és un cirurgià cardíac i polític reformista iranià que és el president electe de l'Iran des del juliol de 2024. Abans d'això, Pezeixkian va representar els districtes electorals de Tabriz, Osku i Azarxahr al Parlament de l'Iran, i també va ser el seu primer vicepresident del 2016 al 2020. Va ser ministre de Sanitat i Educació Mèdica entre 2001 i 2005 al govern de Muhammad Khatami. Pezeshkian va ser elegit governador dels comtats de Piranxahr i Naghadeh a la província de l'Azerbaidjan Occidental durant la dècada de 1980. Es va presentar a les eleccions presidencials de 2013, però es va retirar i es va presentar de nou a les eleccions de 2021, però va ser rebutjat. Es va classificar per a les eleccions presidencials de 2024, que va guanyar.

## Biografia

### Primers anys i educació
Pezeixkian va néixer a Mahabad, Azerbaidjan Occidental el 29 de setembre de 1954 de pare àzeri iranià i mare kurda iraniana. El 1973, va rebre el seu diploma i es va traslladar a Zabol per complir el seu servei de reclutament. Va ser durant aquesta època quan es va interessar per la medicina. Després de completar el seu servei, va tornar a la seva província natal, on va ingressar a la facultat de medicina i es va graduar en medicina general. Durant la Guerra Iran-Iraq (1980–1988), Pezeixkian visitava freqüentment les línies del front, on era responsable d'enviar equips mèdics i treballar com a lluitador i metge. Pezeixkian va acabar el seu curs de medicina general el 1985 i va començar a ensenyar fisiologia a la facultat de medicina.
A més del persa, el pezeshkian parla moltes llengües, com ara l'àzeri, el kurd, l'àrab i l'anglès.
Després de la guerra, va continuar la seva formació, especialitzant-se en cirurgia general a la Universitat de Ciències Mèdiques de Tabriz. El 1993, va rebre una subespecialitat en cirurgia cardíaca de la Universitat de Ciències Mèdiques de l'Iran. Més tard es va convertir en especialista en cirurgia cardíaca, fet que el va portar a esdevenir president de la Universitat de Ciències Mèdiques de Tabriz el 1994, càrrec que va ocupar durant cinc anys.
Pezeixkian és un professor d'Alcorà i recitador del Nahj al-balagha, un text clau per als musulmans xiïtes.

### Carrera política
La carrera política de Pezeshkian va començar quan es va incorporar a l'administració de Muhammad Khatami com a viceministre de Salut el 1997. Va ser nomenat ministre de Sanitat quatre anys més tard, servint del 2001 al 2005. Des d'aleshores, ha estat elegit al parlament iranià cinc vegades, en representació de Tabriz, i va exercir com a primer vicepresident del parlament del 2016 al 2020.

### President de l'Iran
El 6 de juliol de 2024, Pezeixkian va ser elegit President de l'Iran després de guanyar la segona volta de les eleccions presidencials iranianes de 2024 el 5 de juliol amb 16,3 milions de vots (53,7%) davant els 13,5 milions de Saeed Jalili (44,3%). Està previst que prengui el càrrec de president entre el 22 de juliol i el 5 d'agost de 2024.
El 12 de juny de 2025 desenes d'avions de combat de la Força Aèria Israeliana (FAI) van dut centenars d'atacs aeris en cinc onades d'atacs, a almenys vuit llocs a tot l'Iran, incloent-hi Teheran, el principal lloc d'enriquiment d'urani de l'Iran a Natanz i un centre de recerca nuclear a Tabriz, i entre les víctimes mortals es van trobar el general Hossein Salami, comandant de l'Exèrcit dels guàrdies de la revolució islàmica, el general Mohammad Bagheri, Cap d'Estat Major de les Forces Armades de la República Islàmica de l'Iran, i diversos científics nuclears iranians.

## Visió

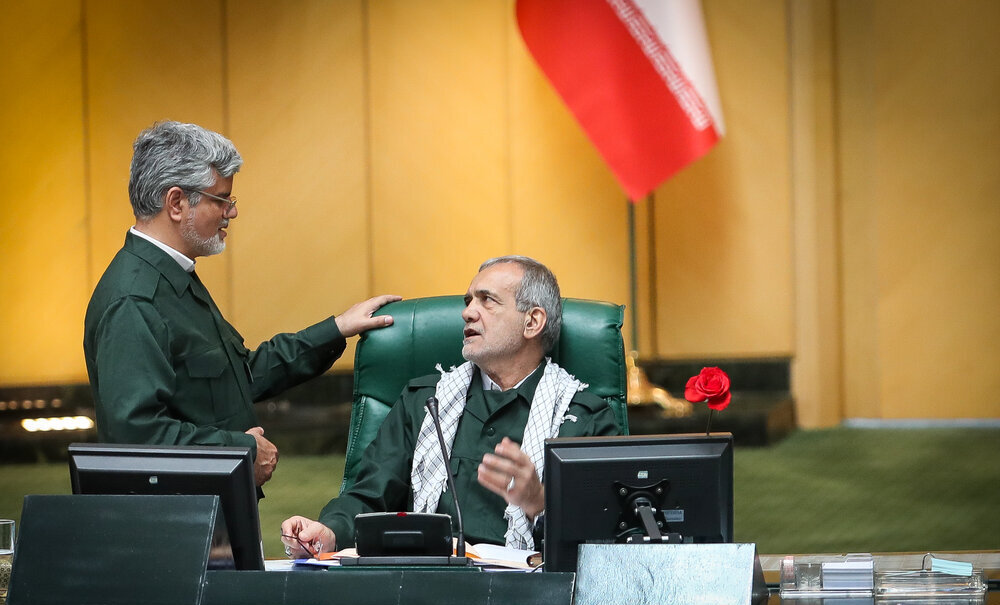
Pezeixkian i Mahmoud Sadeghi amb uniformes de l'Exèrcit dels guàrdies de la revolució islàmica (2019).

### Cos de la Guàrdia Revolucionària Islàmica
Pezeixkian és partidari de l'Exèrcit dels guàrdies de la revolució islàmica (IGRA) i ha qualificat la seva encarnació actual de "diferent del passat". Va condemnar la declaració de l'IGRA com a organització terrorista per part de l'administració Trump el 2019. Després de l'atac iranià d'un dron estatunidenc el 2019, Pezeixkian va qualificar el govern estatunidenc de "terrorista" i va descriure l'acció de l'IGRA per apuntar al dron com "un fort cop a la boca dels líders de l'Amèrica criminal". Durant una reunió universitària i com a resposta a algunes crítiques, Pezeixkian es va posar un uniforme de l'IGRA i va dir que el tornaria a portar.

### Crítica al sistema iranià
Pezeixkian ha criticat el sistema iranià diverses vegades. Durant les protestes postelectorals iranianes de 2009, en un discurs, Pezeshkian va criticar la manera com van ser tractats els manifestants. En el seu discurs, va esmentar les paraules del primer imam xiïta Alí ibn Abi-Tàlib] dirigides a Al-Àixtar per no tractar la gent "com un animal salvatge".
Pezeixkian va considerar el mètode de l'Iran per gestionar les protestes del 2018 com "científicament i intel·lectualment incorrecte". Va culpar el sistema del país de tots els esdeveniments i va dir: "Ho hauríem d'haver fet millor". Després de les Protestes després de la mort de Mahsa Amini, Pezeixkian va exigir la creació d'un equip d'avaluació i aclariment sobre l'incident. Tot i que considerava contrària a la constitució la manera de tractar els manifestants i el seu judici i exigia que els encausats tinguessin advocats, després va fer un comunicat, va condemnar les protestes i no va considerar que fos d'interès popular.

### Visions ètniques
Pezeixkian posa l'accent en els drets de grups ètnics com ara àzeris, kurds i balutxis i afirma que els drets d'aquests grups haurien de ser protegits. Dona suport a l'aplicació de l'article 15 de la Constitució iraniana per a totes les ètnies. Aquest principi diu: "La llengua i l'escriptura oficials i comuns del poble de l'Iran és el persa. Els documents, la correspondència, els textos oficials i els llibres de text han d'estar en aquesta llengua i escriptura, però l'ús de les llengües locals i ètniques a la premsa i als mitjans de comunicació. i l'ensenyament de la seva literatura a les escoles és gratuït, juntament amb la llengua persa". Argumenta que la implementació d'aquest principi mitiga les motivacions separatistes i dissidents. Pezeixkian també dona suport a l'ensenyament de l'àzeri a les escoles iranianes.

## Vida personal
La dona de Pezeshkian era ginecòloga. El 1993, va morir juntament amb el seu fill petit en un accident de cotxe. Va criar els seus dos fills i la filla restants sol i no s'ha tornat a casar. La seva filla, Zahra, té un màster en química per la Universitat Tecnològica de Sharif i treballava a Jam Petrochemical abans que el govern de Rouhani arribés al poder. També és considerada com a assessora política.
Pezeshkian és seguidor del Tractor SC Tabriz.

## Imatge pública
Les fonts consideren que la seva família està lluny dels banquers i que ell mateix té una trajectòria clara en matèria econòmica. Tanmateix, els seus opositors polítics com Alireza Zakani l'han acusat de defensar persones implicades en corrupció.